# La Bastide-des-Jourdans
 La Bastide-des-Jourdans  es una población y comuna francesa, en la región de Provenza-Alpes-Costa Azul, departamento de Vaucluse, en el distrito de Apt y cantón de Pertuis.
Está integrada en la Communauté de communes Luberon - Durance.

## Demografía
| 811 | 850 | 839 | 783 | 804 | 855 | 808 | 891 | 916 | 921 | 844 | 813 | 811 | 709 | 625 | 596 | 561 | 559 | 546 | 509 | 410 | 446 | 460 | 463 | 451 | 463 | 471 | 522 | 540 | 597 | 814 | 964 | 1 241 |
| Para los censos de 1962 a 1999 la población legal corresponde a la población sin duplicidades (Fuente: INSEE [Consultar]) |     |     |     |     |     |     |     |     |     |     |     |     |     |     |     |     |     |     |     |     |     |     |     |     |     |     |     |     |     |     |     |       |